# .hack//frägment
hack//frägment er et multiplay online spil baseret på det fictionelle MMORPG, The World, der findes i .hack franchisesen. Det blev lavet som et fælles projekt mellem Bandai og CyberConnect2, og blev udgivet i Japan d. 23. november 2005.
Online servicen for .hack//frägment blev lukket i slutningen af november 2006, da serverne blev sat offline, og der er ingen planner om at gøre den tilgængelig igen i fremtiden. Derudover har Bandai på E3 2006 announcerede, at .hack//frägment ikke ville bliver udgivet i U.S.

## Gameplay

### Figur Design
.hack//frägment's figur design er utrolig begrænset sammenlignet med andre MMOer. Spillerne kan vælge navn, Class for deres figur, en af seks standart kroppe (mand og kvinde) i store, medium, eller lille størrelse, og forskellige forudbestemte farve temaer.

### Online
Når man har lavet sin figur kan spilleren gå til lobbyen og søge efter op til to andre spillere som vil deltage med én i et eventyr. Ens hold kan i .hack//frägment maximalt bestå af tre, ligesom i tidligere udgivelser i .hack videospil serien. Spillet indeholder en udvidet online interface der gør det muligt for spillere at chatte, sende e-mails, poste i et in-game BBS, og modtage server nyheds opdateringer. Dog har e-mail indboksen en begrænsning på 50 beskeder, så når dette antal er nået vil spillet automatisk slette de ældste beskeder. Det er også muligt at oprette individuelle chat rooms, separate fra offentligheden. Når alle logger ud af et chat room, bliver det automatisk slettet.

### Offline
Offline mode tillader spillere at få level op, skaffe items, lære nye skills, etc. som en af deres online mode figurer, uden at der er brug for en Internetforbindelse. Dette er en 'solo' mode, da manglen på Internet gør at man ikke kan møde andre spilleres figurer. Til gengæld har kan man være heldig at møde hovedpersonerne fra andre dele af .hack universet, i form af NPCs.

#### Kendte NPCs
- Tsukasa
- Subaru
- Bear
- Mimiru
- BT
- Sora
- GinKan
- Rena
- Shugo
- Balmung
- BlackRose
- Kite
- Mia
- Elk

### Guilds
Når en guild er blevet oprettet har dens medlemmer adgang til et eksklusivt chat room, og evnen til at kunne oprette en privat guild butik. Både medlemmer, og ikke-medlemmer kan se på disse butikker som de ønsker. Prisen på de items der sælges er helt op til hvad butiksejeren ønsker at sælge dem for. Guilds kan blive oprettet når som helt og giver guild opretteren en særlig sjælden item.

### Dungeon Oprettelse
Spillere har evnen til at oprette deres egne områder og dungeons og gøre dem tilgængelige online. Dette gøres med et PC værktøj kaldet 'HackServer', som er gratis tilgængeligt for alle spillere. Uploadede dungeons kan ses og spilles af alle online spillere. Hver spiller dungeon har en automatisk popularitets rang, og hvis en dungeon bliver populær nok kan skaberen få adgang til at tilføje stærke monstre til den, som spillere kan kæmpe mod.

## Trivia
- Der er ingen PvP mode tilgængelig.
- Spillets titel er en henvisning til 'Fragment', beta versionen af The World. Hovedpersonen i .hack//AI buster var medlem af denne beta version.